# Пшисека (Гнезненський повіт)
Пшисека (пол. Przysieka) — село в Польщі, у гміні Мелешин Гнезненського повіту Великопольського воєводства.
Населення — 220 осіб (2011).
У 1975—1998 роках село належало до Познанського воєводства.

## Демографія
Демографічна структура станом на 31 березня 2011 року:
|          | Загалом | Допрацездатний вік | Працездатний вік | Постпрацездатний вік |
| -------- | ------- | ------------------ | ---------------- | -------------------- |
| Чоловіки | 105     | 23                 | 76               | 6                    |
| Жінки    | 115     | 32                 | 65               | 18                   |
| Разом    | 220     | 55                 | 141              | 24                   |